# Bộ gõ

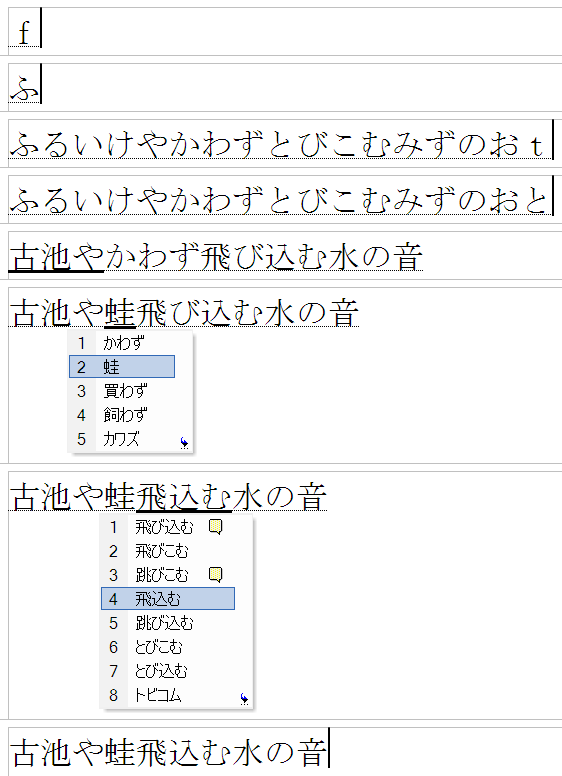
Các bước sử dụng những bộ gõ rōmaji của tiếng Nhật

Bộ gõ là phần mềm cho phép người dùng thiết bị đầu vào để nhập các ký tự không có sẵn. Trên máy tính cá nhân, một bộ gõ có thể cho phép sử dụng một bàn phím chữ Latinh nhập các chữ Hán, Nhật, Hàn, Việt, và Ấn Độ. Bộ gõ thường có sẵn trong hệ điều hành, nhưng nhiều khi cũng có thể cài đặt bộ gõ vào chương trình ứng dụng hay trang Web. Trên nhiều thiết bị cầm tay, ví dụ như điện thoại di động, hệ điều hành cung cấp bộ gõ cho phép nhập văn bản dùng bàn phím số.
Nói chung, trong khi các bố trí bàn phím được sử dụng để bỏ dấu phụ (xem phím chết, dead key) hoặc chuyển tự một cách đơn giản, các bộ gõ phức tạp hơn vì cần phải có khả năng cho ra rất nhiều ký tự không phải tương ứng với phím với tỷ lệ 1:1. Các bộ gõ sử dụng cơ sở dữ liệu hoặc bộ quy tắc để chuyển đổi một loạt phím thành một ký tự. Bộ quy tắc này được gọi là kiểu gõ. Khi nào loạt phím không ứng với một ký tự rõ ràng, nhiều bộ gõ, nhất là các bộ gõ CJK, hiển thị trình đơn gợi ý để cho người dùng chọn ký tự đúng.